# Слажнев, Иван Гаврилович
Иван Гаврилович Слажнев (7 января 1913, м. Шпола, Шполянская волость, Звенигородский уезд, Киевская губерния, Российская империя — 9 сентября 1978, Алма-Ата, Казахская ССР, СССР) — советский партийный и государственный деятель.

## Биография
Член КПСС с 1939 года.
С 15 лет начал трудовой путь. Окончил техникум механизации сельского хозяйства в Прилуках, Харьковский институт механизации и электрификации сельского хозяйства (1940). В 1940—1947 гг. — директор Майбалыкской и Суворовской МТС Северо-Казахстанской области, секретарь Пресновского райкома партии.
В 1947-1955 гг. — начальник областного управления сельского хозяйства, заместитель председателя, председатель Кустанайского областного Совета народных депутатов. При освоении целинных и залежных земель председатель Совета Министров Казахской ССР.
В 1962-1965 гг. — 1-й секретарь Павлодарского областного комитета партии, председатель Кустанайского облисполкома, с 1965 года — заместитель председателя Совета Министров Казахской ССР. Кандидат в члены ЦК КПСС в 1966—1975 гг. В 1971 году — кандидат в члены Бюро ЦК Компартии Казахской ССР.
Делегат XXII-XXV-го съездов КПСС. Депутат Верховного Совета Казахской ССР 5-9 созывов.
Скончался 9 сентября 1978 года, похоронен на Центральном кладбище Алма-Аты.

## Награды
- орден Ленина
- орден Ленина
- орден Октябрьской Революции
- орден Трудового Красного Знамени
- орден Трудового Красного Знамени
- орден Трудового Красного Знамени